# Venturia glacialis
Venturia glacialis är en svampart som tillhör divisionen sporsäcksvampar, och som beskrevs av Larissa N. Vassiljeva. Venturia glacialis ingår i släktet Venturia, och familjen Venturiaceae. Arten är reproducerande i Sverige.